# 769
769 (DCCLXIX) fue un año común comenzado en domingo del calendario juliano, en vigor en aquella fecha.

## Acontecimientos
- El rey franco Carlos acaba con la rebelión del duque Hunaldo II y se anexiona a su reino el Ducado de Aquitania.
- El papa Esteban III convoca un concilio en Letrán en el que se establece que el papa debe ser elegido por los cardenales, así como la condena de la iconoclasia.